# Frans Krajcberg

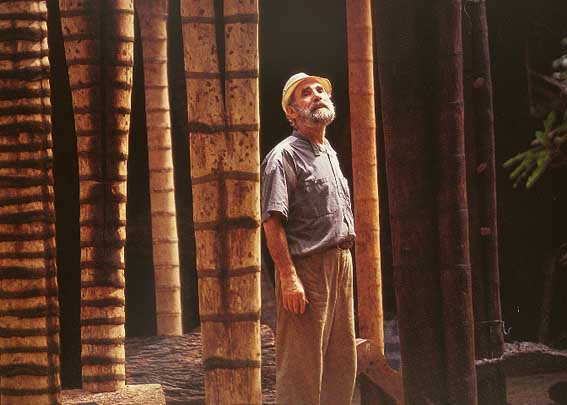
Frans Krajcberg 1985

Frans Krajcberg (* 12. April 1921 in Kozienice, Polen; † 15. November 2017 in Rio de Janeiro, Brasilien) war ein Bildhauer, Maler, Fotograf und ab 1957 brasilianischer Staatsbürger.

## Leben
Frans Krajcberg studierte Kunst und Ingenieurwissenschaften an der Universität Leningrad und gab das Studium auf, um sich von 1941 bis 1945 der polnischen Armee anzuschließen. Er überlebte als einziges Mitglied seiner Familie den Holocaust. Nach dem Zweiten Weltkrieg siedelte er sich in Deutschland an und studierte von Wintersemester 1947/48 bis Wintersemester 1948/49 einschließlich bei Willi Baumeister an der Staatlichen Akademie der Bildenden Künste Stuttgart. Von Willi Baumeister erhielt er ein Empfehlungsschreiben für Fernand Léger. Er hielt sich sechs Monate in Paris auf und mit der Unterstützung von Marc Chagall reiste er 1948 weiter nach Brasilien. Er ging in Rio de Janeiro von Bord, blieb dort jedoch nur wenige Tage. Er ließ sich in São Paulo nieder und nahm 1951 mit zwei Werken an der ersten Biennale von São Paulo teil.
1952 zog er in den Bundesstaat Paraná um und arbeitete dort als Ingenieur in einer Papierfabrik. Allerdings gab er bald seine Arbeit auf und zog sich in die Isolation des Waldes zurück, um zu malen. 1956 ließ er sich in Rio de Janeiro nieder und teilte sich dort ein Atelier mit Franz Weissmann. Im folgenden Jahr nahm er an der IV Biennale von São Paulo teil und wurde als „Bester Brasilianischer Maler“ prämiert. Ab 1958 pendelte er zwischen Paris, Ibiza und Rio de Janeiro.
Er installierte 1964 ein Freilicht-Atelier in Cata Branca, in der Nähe des Pico do Itabirito, einem 1.586 m hohen Gipfel im Bundesstaat Minas Gerais und heutiges Naturerbe. Hier arbeitete er mit Steinen und mit Manganknollen und erschuf seine ersten Skulpturen aus toten Bäumen und Stämmen. 1965 reiste er zum ersten Mal nach Nova Viçosa im Süden des Staates Bahia, wo er 1972 sein Atelier auf der „Sítio Natura“ einrichtete.

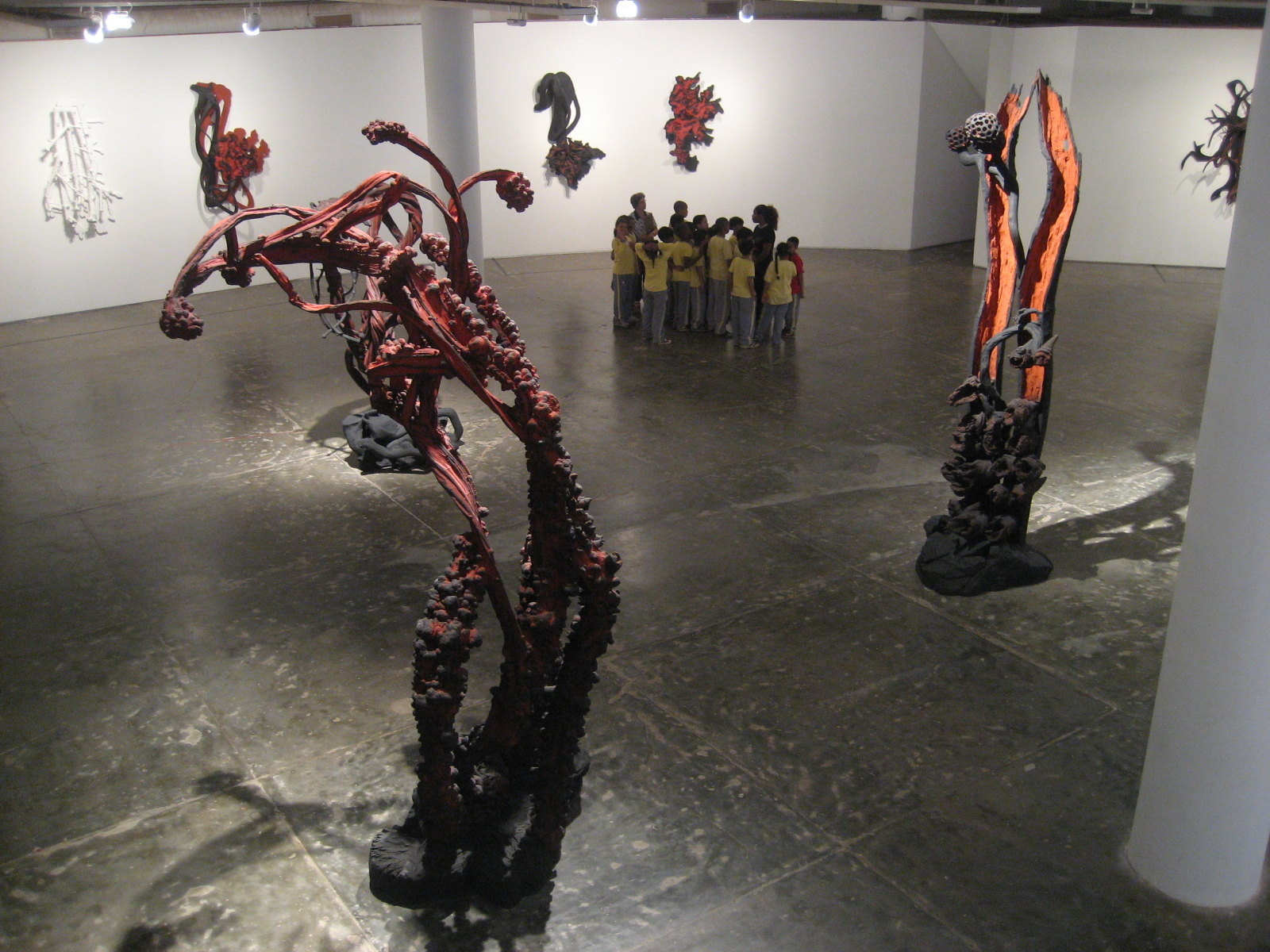
Blick in die Ausstellung „Natura“, im Oca-Pavillon des Parque do Ibirapuera, São Paulo, 2008

1978 bereiste er zusammen mit dem Kunstkritiker Pierre Restany und dem Maler Sepp Baendereck Amazonien. Die Reiseerlebnisse legte Restany in dem „Manifest des Rio Negro“, auch bekannt als „Manifeste du Naturalisme Integral“ nieder. 1984 veröffentlichte Krajcberg das Buch „A Cidade de São Luiz do Maranhão“ mit eigenen Fotografien und 1986 das Buch „Natura“ mit Texten von Antônio Houaiss. 1996 realisierte er in der Grand Halle de la Villete in Paris die Ausstellung „Villete-Amazone/Manifesto para o Meio Ambiente no Século XXI“. 1998 erhielt er von der Zeitung O Estado de São Paulo den Preis „Prêmio Multicultural Estado“, 2001 wurde ihm in der Brasilianischen Botschaft in Paris der Orden „Medalha da Ordem de Rio Branco“ verliehen.
Zuletzt widmete Frans Krajcberg sich seinen Kunstwerken und seinen kürzlich eingeweihten permanenten Ausstellungsstätten in Curitiba, dem „Espaço Frans Krajcberg“ im Jardim Botânico de Curitiba und in Paris, dem „Espace Krajcberg“ im Musée du Montparnasse, sowie der Konsolidierung des Museu Ecológico Frans Krajcberg in Nova Viçosa, Bahia.